# Halbach (Remscheid)
Halbach ist eine Ortschaft im Norden der nordrhein-westfälischen Großstadt Remscheid.

## Lage
Halbach liegt im Westen des Stadtbezirks Lüttringhausen an der Stadtgrenze zu Wuppertal-Ronsdorf. Die Siedlung erstreckt sich vom Tal des Leyerbachs den Hang hinauf Richtung Flügel. Angrenzend sind neben Ronsdorf die Ortschaften Stollen/Leyermühle und Birgden III. Der Röntgenweg durchquert die Hofschaft.
In der Hofschaft ist eine Spedition ansässig.
Die ehemalige Schule Halbach dient jetzt als Kindergarten. Träger ist das „Integrative Montessori-Kinderhaus für Hochbegabte e. V.“
Im Jahre 2015 stehen die Häuser Halbach 1, 1a, 7, 8, 17 unter Denkmalschutz.
Hier befindet sich unter der Hausnummer 1 auch das Stammhaus derer von Bohlen und Halbach – ein architektonisch interessantes Schieferhaus.

## Vereine
Im Jahr 1919 erfolgte die Gründung eines Bürgervereins für den Schulbezirk Halbach.

## Bildergalerie

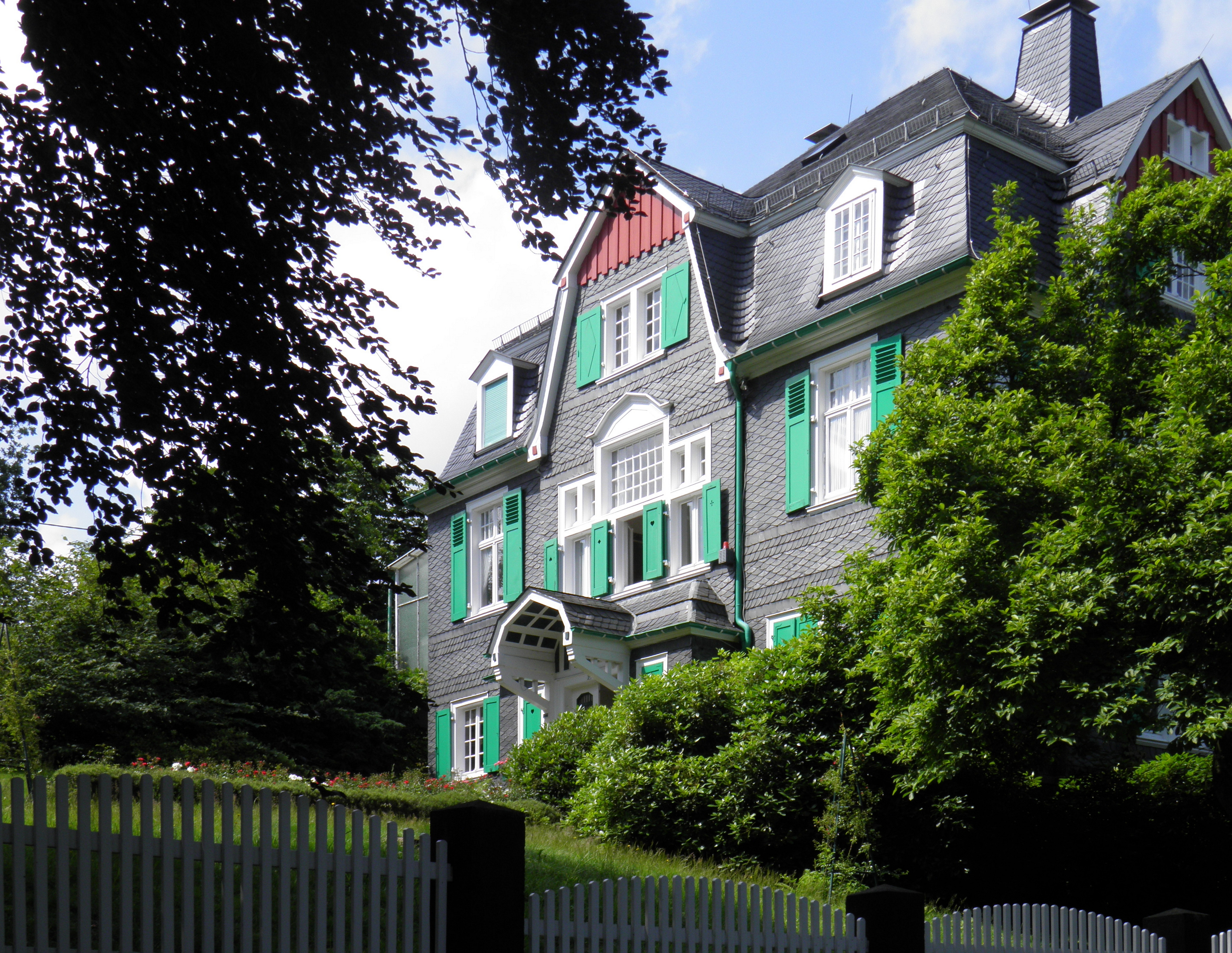
Patrizierhaus Halbach
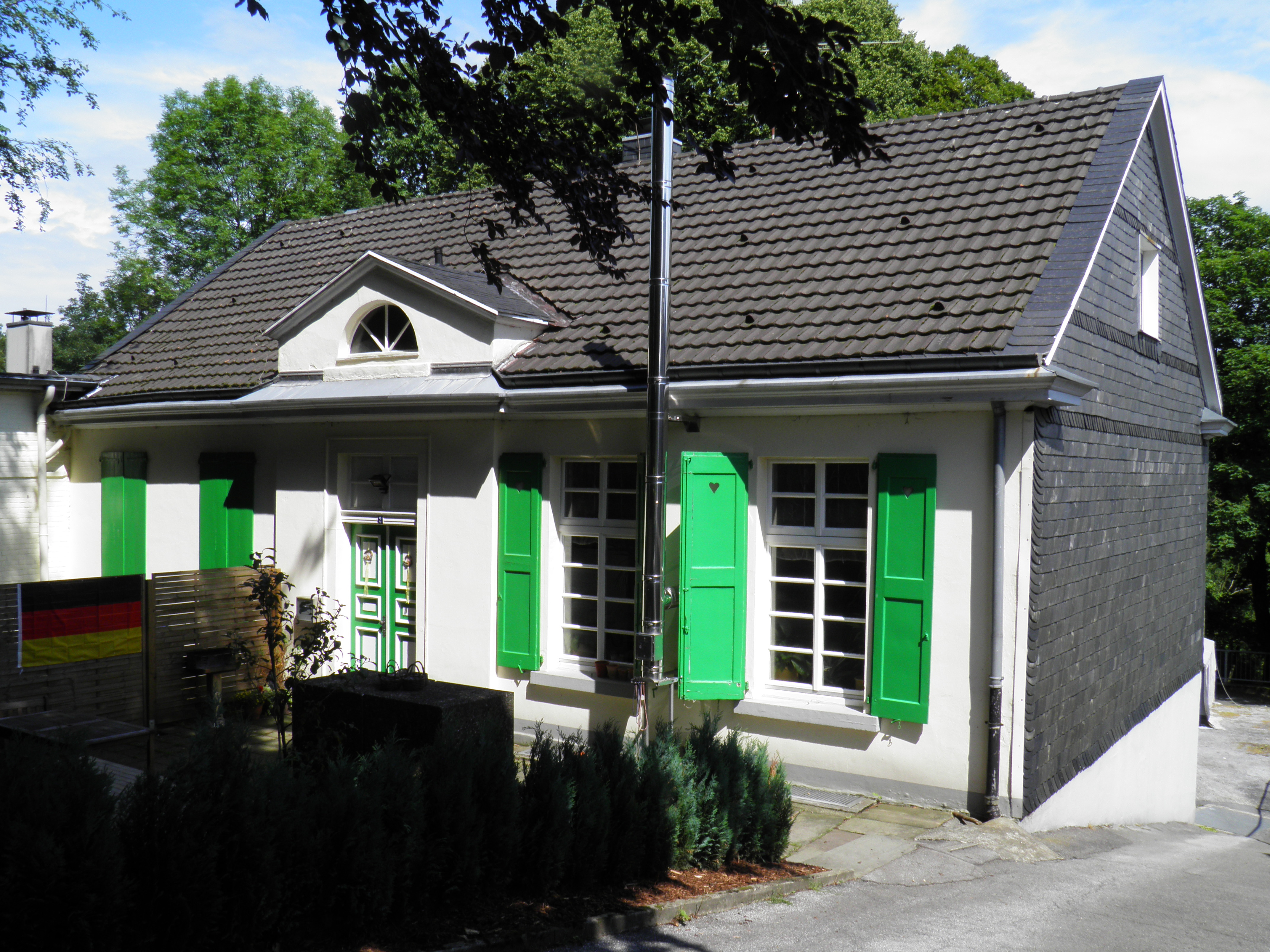
Ehemalige Schule Halbach
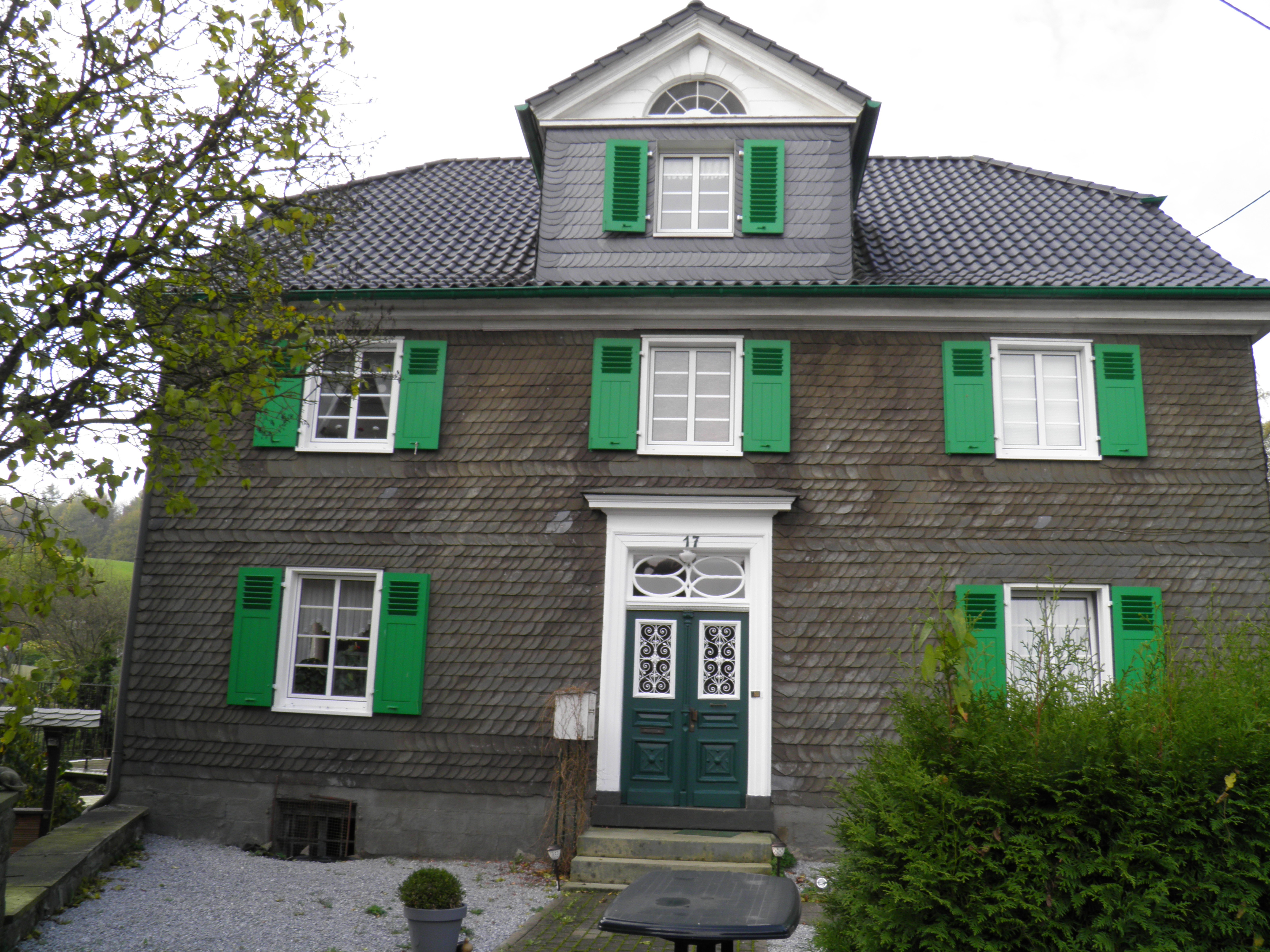
Haus Halbach 17 – Denkmalschutz

## Verkehr und Industrie
Am 21. August 1891 erfolgte der Anschluss an die Ronsdorf-Müngstener Eisenbahn parallel zu der durch das Leyerbachtal verlaufenden Straße Richtung Ronsdorf und Clarenbach. 
Die Anschlussverlängerung nach Müngsten kam noch im selben Jahr. 1907 wurde die Straßenbahnstrecke über Lüttringhausen und Lennep nach Wermelskirchen eröffnet. Ebenso verkehrte eine Straßenbahnlinie zwischen „Toelleturm“ auf den Wuppertaler Höhen und „Schöne Aussicht“ in Remscheid. Nach Einstellung der Straßenbahnverbindungen verkehrt heute die Stadtbuslinie 670, sowie der Nachtexpress NE 16 durch das Tal des Leyerbachs zwischen Remscheid, Clarenbach und Ronsdorf. 
Die Wasserkraft des Leyerbachs wurde seit der vorindustriellen Zeit von Schleifkotten und Wasserhämmern zur Metallverarbeitung genutzt. Noch heute befinden sich Betriebe der Metallindustrie im Tal. 
Die Vorfahren derer von Bohlen und Halbach hatten in der Hofschaft ihre erste Schmiede. Das lange Zeit von den Nachfahren der Familien Halbach und Erbschloe bewohnte Stammhaus, ein altbergisches Schieferhaus mit großem parkähnlichem Garten, ist von weitem sichtbar.

## Söhne des Ortes
- Gustav Lenhartz (1810–1871), reformierter Pfarrer, Initiator der der Hollandgängermission
- August Erbschloe (1850–1925), Unternehmer und Stadtverordneter von Lüttringhausen